# Vespertine
Albums de Björk
Homogenic
(1997) Medúlla
(2004)
Singles
1. Hidden Place
Sortie : Août 2001
2. Pagan Poetry
Sortie : Novembre 2001
3. Cocoon
Sortie : Mars 2002

Vespertine est le quatrième album studio de l’artiste islandaise Björk. Il est sorti pour la première fois le 18 août 2001 au Japon sur le label One Little Indian Records, puis aux États-Unis sur Elektra Entertainment. Björk souhaitait créer un album aux sonorités électroniques minimalistes et complexes, afin de susciter une atmosphère intime et domestique, contrastant ainsi avec le style plus bruyant de son précédent album studio, Homogenic (1997). Elle a fait appel à des producteurs tels que Opiate, Console et le duo Matmos, et a également collaboré avec la harpiste Zeena Parkins. La production de l’album a débuté pendant le tournage de son rôle dans Dancer in the Dark.
Björk a composé des arrangements avec des instruments aux sonorités délicates, dont la harpe, le célesta, le clavecin, les cordes et des boîtes à musique réalisées sur mesure. Avec l’aide de Matmos, Björk a créé des « microbeats » à partir de sons du quotidien, tels que le bruit de cartes que l’on bat ou de glace que l’on casse. Sur le plan des paroles, l’album s’est inspiré de la nouvelle relation de Björk avec Matthew Barney, abordant des thèmes liés au sexe, à l’intimité, à l’érotisme et à l’amour. D’autres sources littéraires incluent la poésie d’E. E. Cummings ainsi que Crave de la dramaturge britannique Sarah Kane. Trois singles ont été extraits de Vespertine : « Hidden Place », « Pagan Poetry » et « Cocoon ». Les deux derniers vidéoclips ont été bannis de MTV en raison de leur caractère sexuel explicite. Björk a entamé la tournée mondiale Vespertine avec Parkins, Matmos et une chorale de femmes inuites, se produisant dans des théâtres et des petites salles afin de privilégier l’acoustique.
L’album a atteint la 19e place du Billboard 200 aux États-Unis, vendant 75 000 exemplaires lors de sa première semaine, et la 8e place du UK Albums Chart. Il a été certifié disque d’or au Canada, en France et au Royaume-Uni. Apprécié pour son ambiance érotique et intime ainsi que pour son expérimentation sonore, Vespertine a été acclamé par la critique, certains le considérant comme le meilleur album de Björk à ce jour. L’album figure dans plusieurs listes de la presse spécialisée, tant parmi les meilleurs albums de 2001 que parmi les meilleurs de la décennie, et est souvent cité comme l’un des plus grands albums de tous les temps.

## Conception
Björk avait sorti son précédent album studio, Homogenic, en 1997. Le style de cet album différait de celui de ses deux réalisations antérieures, qu’elle décrivait comme « très émotionnellement conflictuelles et […] très dramatiques ». Elle a aussi qualifié "All Is Full of Love" — le morceau qui clôt Homogenic — de première chanson de Vespertine, car il s’opposait à l’esthétique « agressive, macho » du reste de l’album. L’écrivain et critique Mark Pytlik note que « son appétit pour la techno percutante avait été, temporairement du moins, supplanté par un désir de mélodies épurées et d’une production minimaliste ». En 2000, Björk a joué dans Dancer in the Dark de Lars von Trier et composé sa bande originale, Selmasongs. Tandis qu’elle travaillait sur le film, elle a commencé à produire son album suivant, à écrire de nouveaux morceaux et à collaborer avec de nouveaux partenaires. Elle a déclaré : « Selmasongs était mon travail de jour, et Vespertine mon hobby. » C’est aussi à cette période qu’elle s’est mise à utiliser son nouvel ordinateur portable pour composer ; Vespertine sera plus tard surnommé « son album laptop ».
Au départ, son intention était de réaliser un disque à l’ambiance domestique, mettant en avant « des humeurs et des bruits du quotidien qui se transforment en mélodies et en rythmes ». D’où son titre provisoire, Domestika. Marius de Vries a expliqué à Sound on Sound que le projet reposait sur une « esthétique dominante orientée sur le foyer et le confort », dictée par la volonté de Björk de « faire un album en réaction aux errances et à la souffrance vécues pendant Dancer in the Dark… [et de revenir] après avoir erré. » L’idée initiale de Björk était aussi de « célébrer les banalités de la vie de tous les jours ». Par exemple, le morceau-titre « Domestica », initialement baptisé « Lost Keys », se voulait un « instantané doux et humoristique » où l’on verrait Björk chercher ses clés.
Sa nouvelle relation avec l’artiste Matthew Barney, de même que la tension vécue durant le tournage de Dancer in the Dark, sont souvent citées comme les deux forces majeures ayant façonné ce qui allait devenir Vespertine. Cette relation amoureuse a influencé l’écriture de ses textes, désormais plus intimes, détaillés et personnels que dans ses précédentes œuvres. "Cocoon" en est un exemple clair, avec un contenu explicitement sexuel. Comme le tournage imposait qu’elle soit extravertie, la musique qu’elle composait s’est orientée vers des sonorités feutrées et sereines, un moyen pour elle de s’évader.
Le changement de titre de l’album montre à quel point il a évolué. L’écrivain et critique Mark Pytlik remarque que « là où [Domestika] signifiait l’extraction de la magie à partir des platitudes du quotidien, [Vespertine] […] suggérait la création de magie grâce à des forces bien plus puissantes. Fidèle à elle-même, Björk voulait initialement écrire un album sur la confection de sandwichs. Elle a fini par en faire un album sur l’amour charnel. » Un antécédent stylistique peut être trouvé dans son poème "Techno Prayer", publié en juillet 1996 dans le magazine Details, qui sera plus tard repris dans les paroles de "All Neon Like". Il comportait déjà des thématiques telles que l’enveloppement et le filage, qu’elle approfondira sur Vespertine.

## Liste des morceaux
| No  | Titre              | Auteur                               | Durée |
| --- | ------------------ | ------------------------------------ | ----- |
| 1.  | Hidden Place       | Björk                                | 5:28  |
| 2.  | Cocoon             | Björk, Thomas Knak                   | 4:28  |
| 3.  | It's Not Up to You | Björk                                | 5:08  |
| 4.  | Undo               | Björk, Thomas Knak                   | 5:38  |
| 5.  | Pagan Poetry       | Björk                                | 5:14  |
| 6.  | Frosti             | Björk                                | 1:41  |
| 7.  | Aurora             | Björk                                | 4:39  |
| 8.  | An Echo, a Stain   | Björk, Guy Sigsworth                 | 4:04  |
| 9.  | Sun in My Mouth    | Björk, e. e. cummings, Guy Sigsworth | 2:40  |
| 10. | Heirloom           | Björk, Console                       | 5:12  |
| 11. | Harm of Will       | Björk, Guy Sigsworth, Harmony Korine | 4:36  |
| 12. | Unison             | Björk                                | 6:45  |

## Liste des musiciens
- Björk : lignes de basse (1, 5, 7, 9), arrangement choral (1), programmation (2, 5, 12), arrangement des boites à musique (5, 6, 7), programmation de rythmiques (7, 9), arrangement pour harpe (7), montage des voix (11), arrangement pour les cordes (11)
- Zeena Parkins : harpe (3, 4, 7, 8, 9, 12) et arrangements pour la harpe (3, 4, 5, 8, 9, 12)
- Matthew Herbert : programmation (1, 12)
- Vince Mendoza : arrangement pour les cordes (3, 4, 8, 9, 12), arrangement choral (1, 3, 8, 11) et orchestration (1, 3, 4, 8, 9, 11, 12)
- Matmos : programmation (12), programmation de rythmiques (7, 8)
- Jake Davies : programmation (1, 5), protools (4), programmation de rythmiques (7),  ingénieur du son protools (7, 12), ingénieur du son (8), enregistrement des voix (10)
- Damian Taylor : programmation (1, 12), programmation de rythmiques (7, 8)
- Guy Sigsworth : programmation (1, 12), programmation de rythmiques (8), celesta (8, 9, 11), arrangement choral (8, 12), arrangement celesta (9, 11)
- Thomas Knak : programmation (2, 4)
- Caryl Thomas : harpe (3)
- Valgeir Sigurdsson : programmation de rythmiques (3, 9), protools (4), ingénieur du son (8, 9, 11), programmation (12), ingénieur du son protools (12)
- Jan <Stan> Kybert : protools (4)
- Marius de Vries : programmation (5), programmation additionnelle (7), programmation de rythmiques (8)
- Jack Perron : adaptation des boites à musique (5, 6, 7)
- Martin Console : programmation (10)

## Production
- Björk : tous les titres
- Thomas Knak (2)
- Marius de Vries (5 : production additionnelle)
- Martin Console (10)

## Mixage
- Mark <Spike> Stent : tous les titres

## Classements et certifications
| Classement (2001)                        | Meilleure place |
| ---------------------------------------- | --------------- |
| Allemagne (Media Control AG)             | 3               |
| Australie (ARIA)                         | 9               |
| Autriche (Ö3 Austria Top 40)             | 5               |
| Belgique (Flandre Ultratop)              | 10              |
| Belgique (Wallonie Ultratop)             | 2               |
| Canada (Canadian Albums Chart)           | 2               |
| Danemark (Tracklisten)                   | 1               |
| États-Unis (Billboard 200)               | 19              |
| États-Unis (Top Dance/Electronic Albums) | 1               |
| Finlande (Suomen virallinen lista)       | 3               |
| France (SNEP)                            | 1               |
| Irlande (IRMA)                           | 26              |
| Italie (FIMI)                            | 2               |
| Japon (Oricon)                           | 6               |
| Norvège (VG-lista)                       | 1               |
| Nouvelle-Zélande (RIANZ)                 | 32              |
| Pays-Bas (Mega Album Top 100)            | 20              |
| Royaume-Uni (UK Albums Chart)            | 8               |
| Suède (Sverigetopplistan)                | 7               |
| Suisse (Schweizer Hitparade)             | 3               |

| Pays                  | Certification | Unités certifiées |
| --------------------- | ------------- | ----------------- |
| Canada (Music Canada) | Or            | 50 000            |
| France (SNEP)         | Or            | 100 000           |
| Royaume-Uni (BPI)     | Or            | 100 000           |
| Suisse (IFPI)         | Or            | 20 000            |